# Gustav Droysen
Johann Gustav Ferdinand Droysen (Berlin, 1838. április 10. – Halle an der Saale, 1908. november 10.) német történész.

## Életútja
Jenában, Berlinben és Göttingenben végezte történeti tanulmányait apja és Waitz vezetése alatt. 1864-ben Halléban docens, 1869-ben Göttingenben rendkívül tanár, 1872-től pedig az újabb történelem rendes tanára Halléban. Apróbb dolgozatai, melyek többnyire a XVI. és XVII. századra vonatkoznak, a Forschungen zur deutschen Geschichte című kiadványban jelentek meg. Fő műve: Gustav Adolf (Lipcse, 1869-1870, 2 kötet), amelyben a régebbi történetirással szemben, a svéd királyban kizárólag nem az önzetlen protestáns hőst magasztalja, hanem a politikust méltatja. Ezt követte: Herzog Bernhard von Weimar. (1885. 2 kötet). Kiadta még a Schriftstücke von Gustav Adolf, zumeist an evangel. Fürsten Deutschland (Stockholm, 1877), és az Allgemeine historische Handatlas-t (1883).